# Kohut Vilmos
Kohut Vilmos, eredeti nevén Kohaut (Budapest, 1906. július 17. – Budapest, 1986. február 18.) világbajnoki ezüstérmes magyar labdarúgó. Franciaországban Willy Kohut néven szerepelt és beceneve a le canon Hongrois - magyar ágyú volt. Szélvész-gyors elfutásaival és hatalmas erejű lövéseivel Európa-szerte hírnevet vívott ki magának. Bal lábbal a legváratlanabb helyzetekben is erősen és pontosan lőtt. Az alapvonal közvetlen közeléből elvégzett bődületes erejű lövései fogalommá váltak: Kohut-szög, Kohut-bomba. A legendás Fradi támadósor Táncos, Takács II, Turay, Toldi és Kohut támadósor balszélsője volt.
A Ferencváros jelentette számomra a legtöbbet. Amikor csak beléptem az Üllői úti pálya kapuján, mindig megfogott valami. Ilyesmit akkor érez az ember, ha szereti klubját, szereti társait.

## Pályafutása

### A Ferencvárosban
Kohut 1924-ben mutatkozott be a Ferencvárosban és innen kezdve tíz évig a közönség kedvence volt. Összesen 442 mérkőzésen játszott a Fradiban és 227 gólt szerzett. Edzői Tóth Potya István és Blum Zoltán voltak. Négyszeres magyar bajnok. Tagja 1931-1932-ben 100%-os eredménnyel bajnokságot nyert csapatnak. 1929-ben részt vett a zöld-fehérek dél-amerikai túráján, ahol otthonában 3-2-re legyőzték a kétszeres olimpiai bajnok Uruguayt. 1933-ban Franciaországba szerződött.

### O. Marseille-ben
Az Olympique csaptával egy bajnokságot és két francia kupát nyert. A franciáknál Willy Kohut-ként ismert, beceneve le canon Hongrois - a magyar ágyú volt.

### A válogatottban
1925 és 1938 között 26 alkalommal szerepelt a válogatottban és 14 gólt szerzett. 1938-ban, hat év kihagyás után a világbajnokságra újra meghívták a keretbe és két mérkőzésen (Holland-India 6-0, Svájc 2-0) játéklehetőséget is kapott és így ezüstérmet szerzett.

### Edzőként
Utolsó franciaországi idényében André Gascard-ral a csapat vezetőedzője is volt. Ebben az idényben a másodikak lettek a bajnokságban.

## Sikerei, díjai

### Játékosként
- világbajnoki 2.: 1938 - Franciaország
- Közép-európai kupa-győztes: 1928
- Magyar bajnok: 1925-1926, 1926-1927, 1927-1928, 1931-1932
- Magyar kupagyőztes: 1927, 1928, 1933
- Francia bajnok: 1937
- Francia kupagyőztes: 1935, 1938
- Az év labdarúgója: 1927
- az FTC örökös bajnoka: 1974

## Statisztika

### Mérkőzései a válogatottban
| Magyarország | Magyarország         | Magyarország                       | Magyarország  | Magyarország | Magyarország  | Magyarország    | Magyarország | Magyarország |
| #            | Dátum                | Helyszín                           | Hazai         | Eredmény     | Vendég        | Kiírás          | Gólok        | Esemény      |
| ------------ | -------------------- | ---------------------------------- | ------------- | ------------ | ------------- | --------------- | ------------ | ------------ |
| 1.           | 1925. január 18.     | Milánó, Campo Milan                | Olaszország   | 1 – 2        | Magyarország  | barátságos      | -            |              |
| 2.           | 1925. május 5.       | Bécs, Hohe Warte                   | Ausztria      | 3 – 1        | Magyarország  | barátságos      | -            |              |
| 3.           | 1925. október 11.    | Prága, Sparta-pálya                | Csehszlovákia | 2 – 0        | Magyarország  | barátságos      | -            |              |
| 4.           | 1926. május 2.       | Budapest, Hungária körúti pálya    | Magyarország  | 0 – 3        | Ausztria      | barátságos      | -            |              |
| 5.           | 1926. június 6.      | Budapest, Üllői úti pálya          | Magyarország  | 2 – 1        | Csehszlovákia | barátságos      | 1            | 66'          |
| 6.           | 1926. szeptember 19. | Bécs, Hohe Warte                   | Ausztria      | 2 – 3        | Magyarország  | barátságos      | 1            | 83'          |
| 7.           | 1926. november 14.   | Budapest, Üllői úti pálya          | Magyarország  | 3 – 1        | Svédország    | barátságos      | 1            | 67'          |
| 8.           | 1926. december 19.   | Vigo                               | Spanyolország | 4 – 2        | Magyarország  | barátságos      | -            |              |
| 9.           | 1927. április 10.    | Bécs, Hohe Warte                   | Ausztria      | 6 – 0        | Magyarország  | barátságos      | -            |              |
| 10.          | 1927. április 24.    | Prága, Sparta-pálya                | Csehszlovákia | 4 – 1        | Magyarország  | barátságos      | -            |              |
| 11.          | 1927. június 12.     | Budapest. Üllői úti pálya          | Magyarország  | 13 – 1       | Franciaország | barátságos      | 2            | 32' 62'      |
| 12.          | 1927. szeptember 25. | Budapest. Üllői úti pálya          | Magyarország  | 5 – 3        | Ausztria      | Európa-kupa     | 1            | 27'          |
| 13.          | 1927. október 9.     | Budapest, Hungária körúti pálya    | Magyarország  | 1 – 2        | Csehszlovákia | barátságos      | 1            | 72'          |
| 14.          | 1928. március 25.    | Róma, Nazionale PNF Stadion        | Olaszország   | 4 – 3        | Magyarország  | Európa-kupa     | 1            | 13'          |
| 15.          | 1928. április 22.    | Budapest, Üllői úti pálya          | Magyarország  | 2 – 0        | Csehszlovákia | Európa-kupa     | 1            | 76'          |
| 16.          | 1928. május 6.       | Budapest. Hungária körúti pálya    | Magyarország  | 5 – 5        | Ausztria      | barátságos      | 3            | 2' 27' 43'   |
| 17.          | 1928. október 7.     | Bécs, Hohe Warte                   | Ausztria      | 5 – 1        | Magyarország  | Európa-kupa     | -            |              |
| 18.          | 1928. november 1.    | Budapest, Üllői úti pálya          | Magyarország  | 3 – 1        | Svájc         | Európa-kupa     | -            |              |
| 19.          | 1930. május 1.       | Prága                              | Csehszlovákia | 1 – 1        | Magyarország  | barátságos      | -            |              |
| 20.          | 1930. június 1.      | Budapest, Hungária körúti pálya    | Magyarország  | 2 – 1        | Ausztria      | barátságos      | 1            | 5'           |
| 21.          | 1930. június 8.      | Budapest, Üllői úti pálya          | Magyarország  | 6 – 2        | Hollandia     | barátságos      | -            |              |
| 22.          | 1931. május 21.      | Belgrád, BSK-pálya                 | Jugoszlávia   | 3 – 2        | Magyarország  | barátságos      | -            |              |
| 23.          | 1932. április 24.    | Bécs, Hohe Warte                   | Ausztria      | 8 – 2        | Magyarország  | barátságos      | -            |              |
| 24.          | 1938. június 5.      | Reims (FRA)                        | Magyarország  | 6 – 0        | Holland India | vb-nyolcaddöntő | 1            | 13'          |
| 25.          | 1938. június 12.     | Lille, Stade Victor Boucquey (FRA) | Svájc         | 0 – 2        | Magyarország  | vb-negyeddöntő  | -            |              |
|              | Összesen             |                                    |               | 25           | mérkőzés      |                 | 14           | gól          |